# Hájó
Hájó (Haieu), település Romániában, a Partiumban, Bihar megyében.

## Fekvése
Nagyváradtól délkeletre, Félixfürdőtől keletre, a Pecze-patak és a nagyvárad–belényesi vasútvonal mentén, Rontó, Betfia és Kardó közt, Püspökfürdő szomszédságában fekvő település.

## Nevének eredete
Neve a Pecze-pataknak középkori Hévjó elnevezéséből ered, melyet később Héjó-ra, végül pedig Hájó-ra ferdítettek el.

## Története
Árpád-kori település, mely egykor nem a mai helyén, hanem a temető és Hájó ősi, de 1857-ben átalakított temploma körül állt.
Nevét már 1249-ben említette oklevél Hewyo néven.
1272–1290 között Heyo ~ Hewio, 1332–1337 között Hevio, Heyo, Hevio, 1374-ben Heyo, Heuio, 1552-ben Hayo, 1808-ban Hajó, 1888-ban és 1913-ban Hájó néven írták.
1249-ben IV. Béla király a Geregye nemzetségből származó Pál országbíró, zalai főispánnak adományozta. Később azonban IV. László király Pál fia Miklós vajdától kártételei miatt elkobozta és a váradi káptalannak adta. Ebben az időben a község lakosai az adó- és tizedfizetés alól fel voltak mentve és csak a váradi vár számára tartoztak meszet égetni.
1851-ben Fényes Elek írta a településről:
Hájó, Bihar vármegyében, dombos helyen, 287 görög katholikus lakossal, s anyatemplommal. Határa 1000 hold, ... Határán van a híres váradi meleg fördők egyike, melly Püspökfördőnek neveztetik. Szinte innen ered a Pecze vize, mellyen az uraságnak nagy malma van 4 kőre, s mivel télen sem fagy be, 7000 vft haszonbért is fizetnek érte az izraeliták. Birtokosa a váradi deák püspök.
1910-ben 522 lakosából 86 magyar, 436 román volt. Ebből 47 római katolikus, 409 görögkatolikus, 26 görögkeleti ortodox volt.
A trianoni békeszerződés előtt Bihar vármegye Központi járásához tartozott.
Hájóhoz tartozott Szent László- vagy Püspökfürdő is, mely a település határában található.

## Látnivalók
- Szent László-kápolna

A Hévjói(Haieu) temető egy kis árpád-kori templomot rejt, ami most temető-kápolnaként szolgál.